# トイレ革命

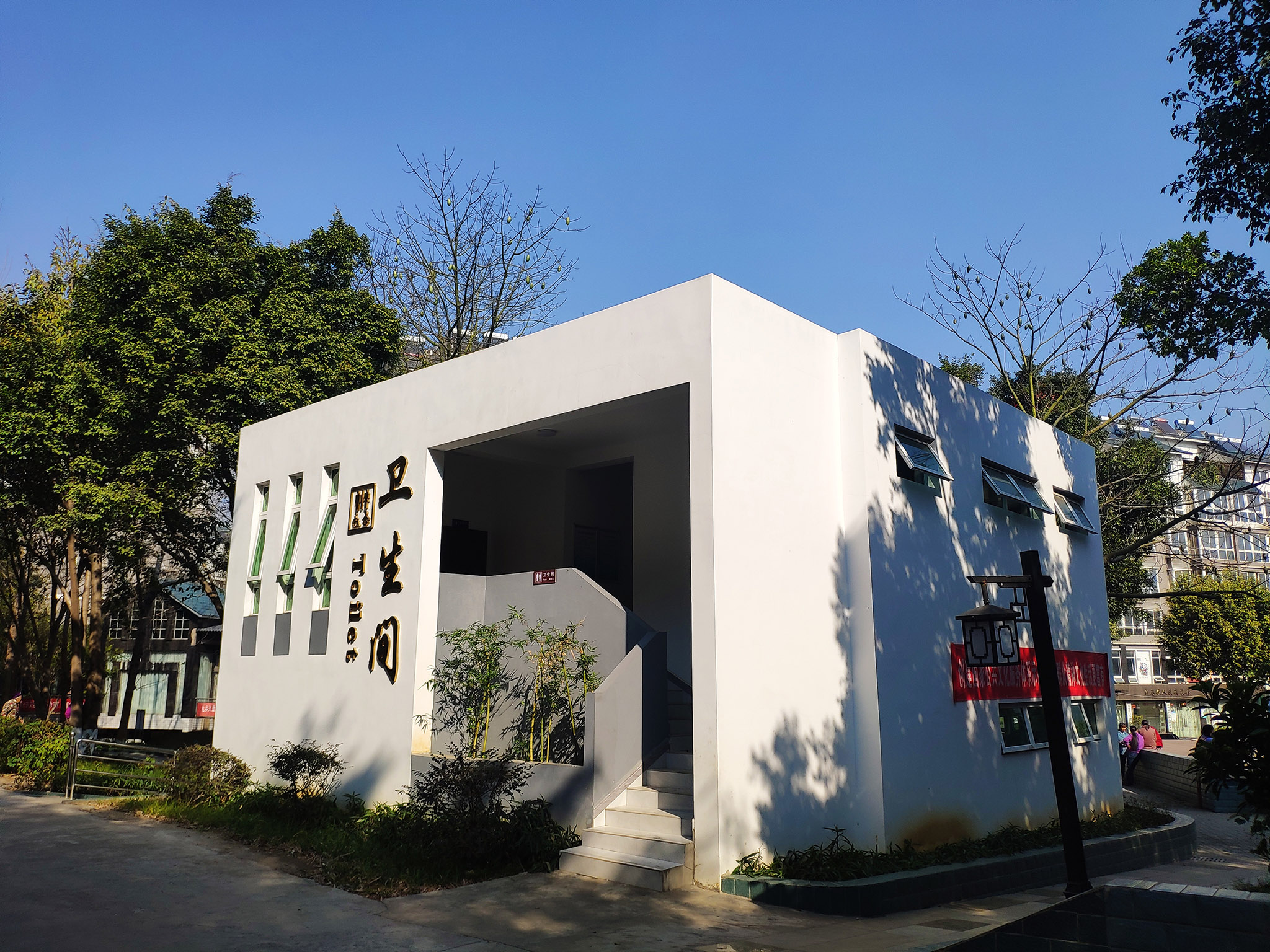
四川省米易県田壩村にある掛榜清真寺そばの公衆便所（2020年）

トイレ革命（トイレかくめい、中国語: 厕所革命; 拼音: cèsuǒ gémìng、英語: toilet revolution）とは、中華人民共和国における公衆便所の環境改善計画である。この語は特に2015年に中国共産党中央委員会総書記・国家主席の習近平によって提起され、展開された公衆便所の改造・高度化計画を指すが、ビル・ゲイツが2012年以降に発起したものや、2014年からインドのモディ政権が展開したクリーン・インディア政策に関連して言及されることもある。当初の主旨は、公衆便所の品質向上を通じて観光業の発展を促進することであった。この計画では、2017年までに合計で68,000カ所の公衆便所が改善され、総額200億元以上の資金が投入された。
2017年、習近平は中国共産党第19回全国代表大会で総書記に再任された後、全国のすべての公衆便所、特に農村地域において環境が劣悪な公衆便所の改造を再度提起した。中国政府はこれを重要な民生事業であると認識している。

## 歴史

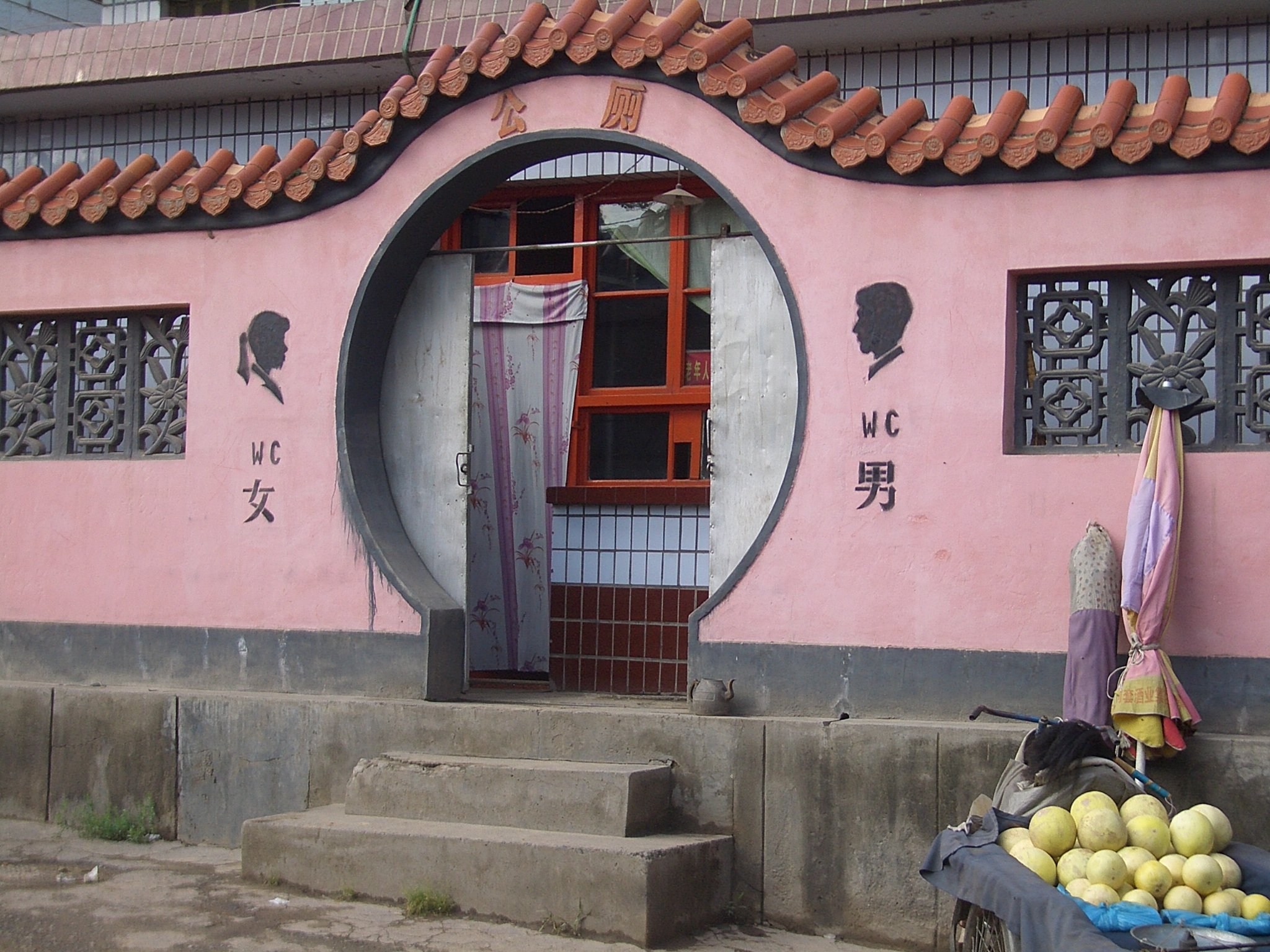
臨夏回族自治州にある中国風の公衆便所

中国大陸は改革開放以降、経済が急速に発展した。しかし、その公衆便所の環境は依然として劣悪であった。特に一部の観光地における公衆便所の環境は極めて悪く、外国人観光客が旅行先として敬遠する要因となっていた。2015年4月、観光業の発展を促進するため、習近平は「トイレ革命」を提唱し、観光地における公衆便所の水準を改善する方針を示した。
2017年までの2年間で、合計68,000箇所の公衆便所の環境が改善された。統計によれば、公衆便所環境改善プロジェクトには累計で200億元以上の資金が投入されたとされる。2017年には、習近平は全国すべての公衆便所の環境改善を進める方針を再度示し、特に農村地域に重点を置くことを強調した。中国大陸の農村地域では公衆便所の環境が特に劣悪であり、一部の公衆便所は衛生状態が悪く、病気の蔓延を引き起こす原因となっている。中国政府は2020年までに新たに47,000箇所の公衆便所を建設し、17,000箇所を改修する計画である。
政府の要求では、環境改善後の公衆便所は清潔で衛生的かつ整然としており、管理が行き届いていなければならず、同時に、十分な数を確保する必要がある。また、一部地域では、母子や障碍者など特別なニーズを持つ人々のために専用設備も設置されている。
2018年、中華人民共和国国家旅遊局は公衆便所の管理責任者（すなわち「所長」）制度を推進し、総合的な管理水準の向上を図るべきだと提唱した。同時に、テクノロジーを活用した人間性を備えたサービスの提供を積極的に進めるべきであるとし、たとえばトイレのナビゲーションシステムを整備し、観光客がトイレを探しやすくする取り組みを推奨している。

## 評価
一部のメディアは、一部の改修事業について過度な浪費であると批判している。建設された公衆便所が過度に豪華であり、形式主義に陥っていると指摘されている。このような浪費行為については、中国政府からも批判がなされている。
中国政府は、「トイレ革命」を重要な民生事業として位置づけている。中国の国家メディアは、農村地域における公衆便所の改善が農村住民の生活の質向上に寄与したと評価している。一方で、一部メディアは、「トイレ革命」は中国共産党中央委員会総書記の習近平が開明で細やかな指導者のイメージを打ち立てるために推進した便民事業であり、毛沢東時代の「四害駆除運動」と類似していると指摘している。
中国におけるトイレ整備は、他国の類似の取り組みと比較されることがある。中国の国家メディアである『環球時報』は、トイレ革命は中国独自のものではなく、他国、例えばインドにも類似の計画（クリーン・インディア政策）が存在し、トイレ環境の改善を試みていると報じている。しかし、インドのトイレ改善計画は中国ほど効率的ではなく、これは両国間の制度の違いを反映していると論じている。

## 派生
季孝龍の抗議活動や、四通橋事件に関連して発生した抗議活動など、公衆便所での落書きを手段とした中国における反体制的な抗議活動が「トイレ革命」の語で形容されることがある。